# Tomopteris tentaculata
Tomopteris tentaculata är en ringmaskart som beskrevs av Treadwell 1928. Tomopteris tentaculata ingår i släktet Tomopteris och familjen Tomopteridae. Inga underarter finns listade i Catalogue of Life.